# Pułapka magnetyczna
Pułapka magnetyczna – urządzenie pozwalające uwięzić neutralne atomy lub cząsteczki charakteryzujące się niezerowym wypadkowym spinem. Działanie pułapki opiera się na oddziaływaniu magnetycznych momentów dipolowych atomów z niejednorodnym stacjonarnym polem magnetycznym. Pułapka magnetyczna jest układem cewek i przewodników zaprojektowanych w taki sposób, aby wytworzyć lokalne minimum pola magnetycznego w pożądanym regionie układu pułapkującego. Parametrem pozwalającym na opisanie pułapki jest jej głębokość, która określa maksymalną energię kinetyczną atomów lub cząsteczek możliwych do uwięzienia przez wytworzone pole magnetyczne. Po raz pierwszy została zrealizowana eksperymentalnie w 1985 roku.

## Zasada działania
Na atom z niezerowym spinem umieszczonym w polu magnetycznym działa moment siły. W sytuacji gdy wektor magnetycznego momentu dipolowego atomu {\displaystyle {\vec {\mu }}} ustawiony jest równolegle do wektora indukcji pola magnetycznego {\displaystyle {\vec {B}},} układ znajduje się w stanie równowagi trwałej. W przypadku antyrównoległej orientacji tych wektorów uzyskuje się stan równowagi chwiejnej (dowolne zaburzenie kierunku pola magnetycznego powoduje obrót wektora do konfiguracji równoległej). Warunkiem koniecznym efektywnego pułapkowania atomów jest wytworzenie studni potencjału, w której będzie działać siła zdolna do utrzymania atomów w pożądanym obszarze pułapki. Okazuje się jednak, że stan równowagi trwałej uzyskiwany dla równoległej orientacji wektorów magnetycznego momentu dipolowego nie jest możliwy dla stałego pola magnetycznego (prawa Maxwella wykluczają lokalne maksimum pola magnetycznego w swobodnej przestrzeni). Dla antyrównoległej orientacji wektorów {\displaystyle {\vec {\mu }}} i {\displaystyle {\vec {B}}} energia potencjalna układu maleje ze spadkiem indukcji magnetycznej. W takiej sytuacji atomy będą wypychane z pola. Zatem antyrównoległa orientacja wektorów {\displaystyle {\vec {\mu }}} i {\displaystyle {\vec {B}}} jest warunkiem koniecznym do realizacji pułapki magnetycznej. W polu magnetycznym poziomy energetyczne atomów ulegają rozszczepieniu Zeemana. Tylko atomy w stanach kwantowych określanych jako szukające słabego pola (low-field seeking states) mogą być efektywnie pułapkowane w stałym polu. Dla pułapkowania cząstek znajdujących się w stanach kwantowych określanych mianem szukające silnego pola koniecznym jest użycie zmiennego w czasie pola magnetycznego (wówczas możliwe jest wytworzenie lokalnego maksimum).
Efektywne wykorzystanie pułapek magnetycznych wymaga wstępnego chłodzenia atomów czy molekuł przy użyciu chłodzenia laserowego, ze względu na znaczną energię termiczną atomów w temperaturze pokojowej przy jednoczesnych ograniczeniach uzyskiwanych natężeń pola magnetycznego. Jedną z najpopularniejszych modeli pułapki magnetycznej jest magnetyczna pułapka kwadrupolowa. Pole magnetyczne jest wytwarzane przez parę cewek, w których prąd płynie w przeciwnych kierunkach. Taka geometria pułapki powoduje, że efektywnie uzyskuje się dwa przeciwnie skierowane dipole magnetyczne (kwadrupol). Pierwszą cząsteczką uwięzioną w tego typu pułapce był monowodorek wapnia CaH. Następnie z sukcesem spułapkowane zostały takie rodniki jak NH, MnH, CrH, których temperatura była rzędu milikelwinów.